# El Remolino (Nariño)
El Remolino, en ocasiones llamado Puerto Remolino es un centro poblado del departamento de Nariño, bajo jurisdicción del municipio de Taminango. Ubicado al noroccidente del departamento en frontera con el departamento de Cauca a orillas del rio Patía y el rio Mayo.
Su economía se basa en el turismo al ser un punto recreacional de los habitantes de la ciudad de Pasto.

## Turismo
El Remolino cuenta con un paisaje agreste tropical, cuya característica principal es la de un clima seco no húmedo, con poca pluviosidad, lo que hace que sea visitado por muchas personas de todas partes, cuenta con dos ríos, el Patía y el Mayo, lugares que son frecuentados por las familias para realizar los paseos de olla.
Además la cercanía con la capital de Nariño, favorece el turismo vacacional en temporadas de Diciembre y en época de vacaciones estudiantiles.